# Kaneyama
Kaneyama (金山町, Kaneyama-machi) est un bourg du district de Mogami, dans la préfecture de Yamagata, dans le nord de l'île de Honshū, au Japon.

## Géographie

### Démographie
En 2015, la population de Kaneyama s'élevait à 5 807 habitants répartis sur une superficie de 161,79 km2 (densité de population de 36 hab./km2).

## Personnalités liées à la municipalité
- Koichi Kishi (1940-2017), homme politique japonais, né à Kaneyama.